# Pankreatitis
Pankreatitis je vnetje trebušne slinavke (latinsko pankreas). Ločimo:
- akutni pankreatitis,
- kronični pankreatitis.

Po navadi se pankreatitis pojavi zaradi aktivacije encimov trebušne slinavke znotraj organa namesto šele kasneje v prebavni cevi. Ti encimi med drugim razkrajajo tudi beljakovine in maščobe in zato poškodujejo trebušno slinavko. Posledica je vnetna reakcija. V hujših primerih pride do krvavitev, nekroze tkiva, okužb in nastanka cist. Encimi lahko zaradi vnetja prehajajo v krvni obtok in poškodujejo pljuča, srce in ledvice.